# Expédition de la baie d'Hudson
Guerre d'indépendance des États-Unis
Batailles
Théâtre sud de la guerre d'indépendance des États-Unis (1780-1782)
- Siège de Charleston
- Monck's Corner
- Lenud's Ferry
- Waxhaws
- Mobley's Meeting House
- Ramsour's Mill
- Huck's Defeat
- Colson's Mill
- Rocky Mount
- Hanging Rock
- Camden
- Fishing Creek
- Musgrove Mill
- Wahab's Plantation
- Black Mingo
- Charlotte
- Kings Mountain
- Shallow Ford
- Fishdam Ford
- Blackstock's Farm
- Cowpens
- Cowan's Ford
- Torrence's Tavern
- Massacre de Pyle
- Wetzell's Mill
- Guilford Court House
- Fort Watson
- Hobkirk's Hill
- Fort Motte
- Augusta
- Ninety-Six
- House in the Horseshoe
- Chesapeake
- Eutaw Springs
- Lindley's Mill
- Yorktown
- Videau's Bridge
- Baie d'Hudson
- Combahee River

Opérations navales de la guerre d'indépendance des États-Unis (en) :
- Bataille de Fairhaven
- Machias (1775)
- Bataille de Gloucester (1775)
- Incendie de Falmouth
- Block Island
- Bataille de Turtle Gut Inlet (en)
- Bataille de Machias (1777)
- Newport
- Raid de Grey (en)
- Raid de Chesapeake (en)
- Raid de Tryon (en) (Bataille de Norwalk (en))
- Expédition de Penobscot
- Cap Henry
- Cap Breton
- Capture de l'USS Trumbull (en)
- Bataille du cap Ann (en)
- Baie de Chesapeake
- Capture du HMS Savage (en)
- Bataille de baie du Delaware (1re) (en)
- Bataille navale d'Halifax (en)
- Raid sur Lunenburg (en)
- Baie d'Hudson
- Bataille de la baie du Delaware (2e) (en)
- Bataille de la baie du Delaware (3e) (en)
- Combat du 22 janvier 1783 (en)

L'expédition de la baie d'Hudson est une opération militaire de la guerre d'indépendance américaine organisée par le Royaume de France en 1782. Elle vise à affaiblir les positions de la Compagnie britannique de la Baie d'Hudson, elle constitue un succès mais arrive trop tard pour avoir une incidence sur l'issue de la guerre. La destruction des forts britanniques fit surtout le malheur des Amérindiens qui en dépendaient, en revanche elle permit à La Pérouse de mettre en évidence ses qualités de marin et d'explorateur.

## Origine
Il s'agit d'un projet ancien arrêté l'année précédente par le Marquis de Castries qui n'avait pas pu être exécuté en 1781 et repris par Vaudreuil, le successeur de Grasse. Après la bataille des Saintes il a regroupé les forces françaises au Cap Français (Cap-Haïtien). La mission consiste à détruire par surprise les forts de la Compagnie de la Baie d'Hudson dont le commerce des fourrures est supposé très rémunérateur pour la couronne britannique.

## Chronologie
Le capitaine de vaisseau La Pérouse, est chargé de ce raid et reçoit le commandement d'une petite division composée d'un vaisseau de 74 canons le Sceptre, et de deux frégates l'Astrée confiée à son ami le lieutenant de vaisseau Fleuriot de Langle et l'Engageante sous les ordres du lieutenant de vaisseau de la Jaille...la rivière Nelson, avec deux cent cinquante hommes d'élite des régiments d'Auxerrois et d'Armagnac, les mortiers, les canons, et des vivres pour huit jours, afin de ne pas avoir besoin de recourir aux vaisseaux, avec lesquels il était très difficile de communiquer. La Pérouse donna ordre aux chaloupes de mouiller par trois brasses à l’entrée de la rivière, et il s’avança dans son canot avec son second De Langle, le commandant des troupes de débarquement Rostaing, et le capitaine du génie Monneron, pour sonder la rivière et en visiter les bords, où il craignait que les ennemis n’eussent préparé quelques moyens de défense.....
Pour se préserver de la curiosité des espions anglais le secret fut bien gardé sur les préparatifs au point qu'on n'embarqua aucun équipement contre le froid. La compagnie de la Baie d'Hudson de son côté entretenait le secret sur les routes et les conditions de navigation. Le créneau nautique pour pénétrer dans le détroit d'Hudson est très court entre la débâcle de juillet et les premiers gels fin septembre. Comme l'a écrit la Jaille dans son journal : « on peut dire avec vérité qu'à bien peu de choses près, nous allions à la découverte d'un pays dont nous ne connaissions que le nom ».
Pierre Le Moyne d'Iberville et ses frères avaient conduit plusieurs expéditions dans la baie entre 1686 et 1697.
La Pérouse sortit de la rade du Cap le 31 mai 1782 avec un convoi destiné pour la France dont il se sépara le 6 juin, cap au Nord. Dans ces mers hostiles connaître la position des navires devient difficile, quand s'ajoutent à l'imprécision des cartes, la brume, les tempêtes, les courants et les occasions trop rares d'observer pour calculer la longitude.
Enfin après huit jours d'inquiétudes, le 17 juillet, la division eut connaissance de l'île de la Résolution, située à l'entrée nord du détroit d'Hudson, « Monsieur de La Pérouse peut compter cette journée au nombre des jours heureux de sa vie » commente Monneron, un officier du Sceptre.
Le détroit n'était pas encore libre de glaces. La progression fut lente et laborieuse. Des interstices se formèrent cependant à plusieurs reprises, et l'on put s'y engager. Des brumes épaisses vinrent augmenter les dangers et les difficultés de cette navigation. L'on resta quelquefois pendant plusieurs jours sans pouvoir faire route ce qui donna l'occasion de faire quelques échanges avec les Esquimaux de l'île de Baffin et de découvrir leur mode de vie si étonnant. Enfin, le 8 août au soir, La Pérouse vint mouiller devant le Fort Prince-de-Galles, situé à l'embouchure de la rivière Churchill, qui se décharge à la côte occidentale de la baie d'Hudson par environ 59° de latitude. Le fort commandé par Samuel Hearne se rendit à la première sommation. Après avoir brûlé le fort, embarqué les prisonniers, mais laissé quelques provisions pour les Amérindiens, la division quitta la rivière Churchill et suivit la côte vers le sud-est en direction de York Factory situé dans l'estuaire de la rivière Hayes. Les bâtiments ne pouvant pas approcher à cause du manque de profondeur les deux cent cinquante soldats commandées par le major Rostaing débarquèrent avec les canots et les chaloupes. Une longue marche fut nécessaire à travers les marais et les tourbières. Après cinq jours d'efforts dans le froid et sous la pluie, c'est une troupe épuisée qui se présenta devant le fort. Monneron, qui parlait anglais, négocia la reddition après une résistance symbolique. Les gardiens des forts de la compagnie étaient plus des ouvriers et des marchands que des soldats. Le fort d'York s'était autrefois appelé fort Bourbon pendant la courte occupation française après les conquêtes de Le Moyne d'Iberville et jusqu'au traité d'Utrecht en 1713.
Le 2 septembre alors que tombent les premiers flocons la division appareilla avec ses prisonniers regroupés à bord d'un sloop pris aux anglais, ces derniers furent libérés à la sortie du détroit et rejoignirent les Orcades par leurs propres moyens. L'Astrée
rallia Brest pour annoncer le succès de l'expédition, le Sceptre et l'Engageante se dirigèrent vers Cadix avec l'idée de rejoindre le reste de la flotte française.
L'organisation de cette expédition avait coûté cher à la marine pour un avantage stratégique faible, l'indépendance des treize colonies étant déjà acquise. Elle fut aussi coûteuse sur le plan humain même s'il n'y eut pas de morts pour des raisons militaires. Une douzaine d'hommes se noyèrent par le naufrage d'un canot dans la rivière Hayes et surtout le scorbut entraîna une forte surmortalité pendant le voyage du retour. On peut estimer à 1 400 ou 1 500 le nombre d'hommes embarqués dans l'expédition, dont au moins un sur dix mourut du scorbut ou d'autres maladies, sachant que plus du tiers était trop épuisé pour participer aux manœuvres à la fin de la traversée.
Il fallut deux saisons pour que la Compagnie de la Baie d'Hudson puisse rétablir son commerce. Quant aux Indiens, beaucoup dépendaient pour leur survie du commerce avec les forts, malgré les provisions laissées par les Français beaucoup ne survécurent pas à l'hiver qui suivit, d'autant plus qu'ils eurent aussi à subir une épidémie de variole.
La réussite de cette expédition provoqua l'admiration pour les capacités nautiques et militaires de La Pérouse tant en France qu'en Grande-Bretagne. La façon dont il traita le gouverneur-explorateur anglais Samuel Hearne fut au moins autant remarquée.
C'est au cours de cette expédition que se constitua le trio de base des préparatifs du voyage autour du monde : La Pérouse, de Langle et Monneron.

## Sources et bibliographie
- « Expédition de la baie d'Hudson », dans Louis-Gabriel Michaud, Biographie universelle ancienne et moderne : histoire par ordre alphabétique de la vie publique et privée de tous les hommes avec la collaboration de plus de 300 savants et littérateurs français ou étrangers, 2e édition, 1843-1865 [détail de l’édition]
- Alain Barrès, Lapérouse et ses compagnons dans la baie d'Hudson, d'après les journaux de bord inédits, La Découvrance, La Rochelle, 2012
- Peter C. Newman, La Baie d'Hudson. La Compagnie des aventuriers, Éditions de l'homme, Montréal, 1985
- E. E. Rich, The fur trade and the northwest, McClelland and Steward limited, Toronto, 1967
- Georges Lacour-Gayet, La Marine militaire de France sous le règne de Louis XVI, Paris, Honoré Champion, 1905, 719 p. (BNF 30709972, lire en ligne)
- Rémi Monaque, Une histoire de la marine de guerre française, Paris, éditions Perrin, 2016, 526 p. (ISBN 978-2-262-03715-4)
- Michel Vergé-Franceschi, La Marine française au XVIIIe siècle : guerres, administration, exploration, Paris, SEDES, coll. « Regards sur l'histoire », 1996, 451 p. (ISBN 2-7181-9503-7)
- Michel Vergé-Franceschi (dir.), Dictionnaire d'histoire maritime, Paris, éditions Robert Laffont, coll. « Bouquins », 2002, 1508 p. (ISBN 2-221-08751-8 et 2-221-09744-0, BNF 38825325)